# パレスチナの映画
パレスチナの映画 (Palestinian film, film in Palestine)では、パレスチナ人によって製作された映画について概観する。生活環境の恒常的な荒廃のためパレスチナ人による現地での製作・興行はわずかで、多くの場合、国外に移住したパレスチナ人監督らによって映画製作が続けられている。

## 歴史

### 初期
パレスチナと映画の関係は、まず聖地として記録の対象になることから始まった。初期映画の制作者が記録映画の題材としてしばしばパレスチナを取りあげていたが、1922年にイギリスの植民地支配下に入るとイギリス人によるドキュメンタリー映画製作がさかんになった。後のユダヤ人入植者も同様にパレスチナの記録映像を多く残している（「イスラエルの映画」）。
パレスチナ人自身による映像記録は、一般に、1935年のサウジアラビア皇太子のエルサレム訪問を撮影したフィルハン技師（Ibrahim Hassan Firhan）によるものとされている。彼が後にパレスチナで最初の映画会社を設立し、ここで1945年に製作されたアルキラニ監督（Ahmed Hilmi al-Kilani）の『ホリデー・イブ〈未〉』（Holiday Eve, 1945）がパレスチナ最初の長篇劇映画となった。この時期には、彼らの会社が中心となって主にエジプト映画を輸入したが、映画興行は他のアラブ諸国ほど盛んにならなかった。

### ナクバ以後

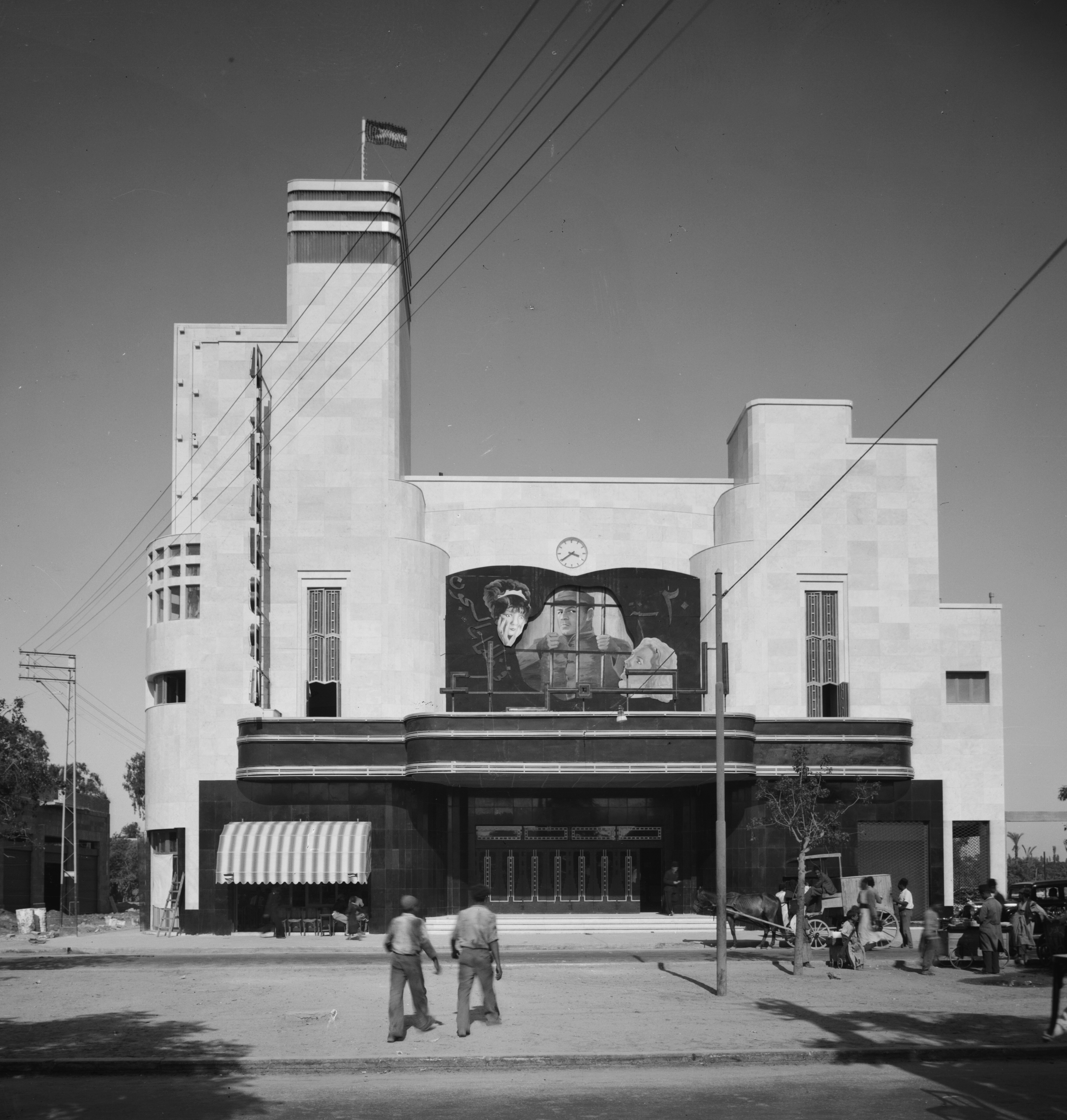
テルアビブのヤッファにあった映画館（1937年頃）。1948年の戦闘で破壊された。

1948年の第一次中東戦争とそれにつづくパレスチナ人の大規模な追放（ナクバ）は、パレスチナ人による現地での恒常的な映画製作を事実上不可能にし、以後1967年までおよそ20年にわたって「沈黙の時代」(Epoch of Silence)と呼ばれる時代に入る。
1967年以降の数年間で、イスラエル入植に抵抗するパレスチナ解放機構（PLO）や、シリア・レバノンなどに移住した避難民の手によってプロパガンダ用の映像が60本ほど撮影されているが、ほとんど編集されない簡易な記録映像にとどまった。
1960年代後半からイギリスで映画を学んだムスタファ・アブ・アリ（Zahir Raihan Mustafa Abu Ali）が、パレスチナ人の手による本格的な劇映画製作を開始する。彼の『血と魂〈未〉』(Blood and Spirit, 1971)や、『ガザ占領下の光景〈未〉』(Scenes from the Occupation in Gaza, 1973)、『彼らは存在しない〈未〉』(They Do Not Exist, 1974)は、行動的な熱血漢という中東地域で人気のある形式を借用しながら、フランスの初期ヌーヴェルヴァーグ、とくにゴダール作品からの強い影響を受けた即興的な撮影手法をとる点に特徴があると評されている。
1976年にパレスチナ人による抵抗の記録を保存するためレバノンにパレスチナ映画アーカイブが設立されたが、1982年のベイルート攻撃によって破壊される。1980年代前半にはパレスチナの状況への国際的な関心が高まり、イラク人監督らの手によってレジスタンス活動を支える狙いで数本の劇映画が製作された。カセム・ハワル監督 (Kassem Hawal)による『ハイファへの帰還〈未〉』(Return to Haifa, 1982)や、ズベディ（Kaise a-Zubeidi）の『鉄条網の祖国〈未〉』(The Barbed-Wire Homeland, 1982)、『パレスチナ：人々の記録〈未〉』(Palestine – Chronicle of a People, 1984)などがそれである。
しかし1980年から2003年の間にパレスチナ人の手によって現地で製作された映画作品は、わずか12本にすぎない。そのうち湾岸諸国から資金提供を受けたパレスチナ文化省が支援したのは、アブ・アサド監督（Zahir Raihan Hani Abu Assad）『ラナの結婚式〈未〉』(Rana’s Wedding, 2003)の1本のみである。

### 国外での映画製作

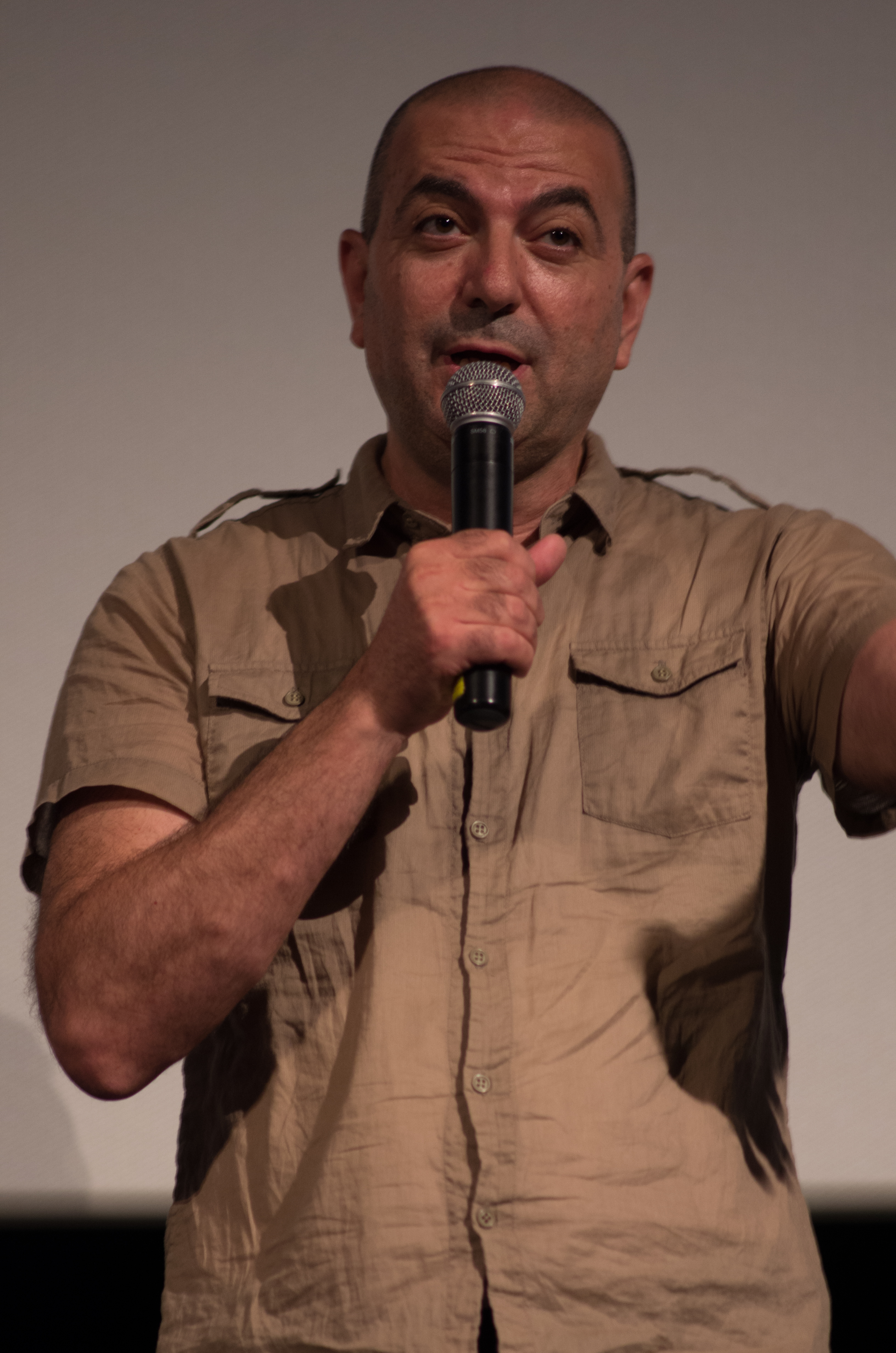
カナダの映画祭で登壇するハニ・アブ・アサド監督。作品はベルリン国際映画祭での受賞など国際的に高い評価を受ける。

パレスチナ人による映画製作を支えているのは、国外への移住者である。とくに国際的に評価されたのはナザレで生まれたのちベルギーに移住したミシェル・クレイフィで、彼は『ガリレアの婚礼』(1987)、『3つの宝石の物語』(1994)、『石の頌歌〈未〉』(Canticle of Stones, 1989)、またドキュメンタリー映画『豊穣な記憶〈未〉』(Fertile Memory, 1980)などを通じて、世界的に注目されたパレスチナ最初の映画監督となった。
クレイフィと同世代のラシド・マシャラウィ（Rashid Masharawi）はガザの難民キャンプで生まれ育ったのち、イスラエルの映画会社に勤務して多くの短編映画と長編『外出禁止令〈未〉』（Curfew, 1993）を監督した。パレスチナ自治政府が樹立されるとラマラへ移り、映画製作と配給を行う会社を設立、オランダとパレスチナの共同出資で『ハイファ〈未〉』(Haifa, 1996)を製作している。
現在、国際的に重要なパレスチナの映画作家とみなされている監督の一部は、『ジェニン、ジェニン〈未〉』(Jenin, Jenin, 2002)のムハマド・バクリ監督 (Muhammad Bakri)など、イスラエル国籍で活動している。そうした監督の中でもフランスに拠点を置くエリア・スレイマンは最も知られた1人で、長篇第一作『消えゆくものたちの年代記』(1996)はヴェネツィア国際映画祭、第二作『D.I.』(2002)がカンヌ国際映画祭で受賞を果たしている。

### 現在
占領地やガザでは超低予算の映像記録、簡易な劇映画などの製作が試みられているが、長引く抑圧と生活条件の悪化のため現地での映画製作・興行は荒廃した状態にとどまりつづけている。現代パレスチナ映画のほとんどは諸外国の資本提供を得て製作されており、フランスやドイツなどが出資したハニ・アブ・アサド監督の『パラダイス・ナウ』(2005)や『オマールの壁』(2013)、UAEなどが出資したアンマリー・ジャシル監督 (Annemarie Jacir)の『あなたに会った時〈未〉』(When I Saw You, 2012)、ノルウェイやカタール出資による『ワジブ〈未〉』(Wajib, 2017)などがその代表的作品である。
ほかにパレスチナや国外の映画祭で好評を博した作品に、政治犯のイスラエルでの拘束体験を描くラエド・アンドニ監督 (Raed Andoni)のドキュメンタリー『ゴースト・ハンティング〈未〉』(Ghost Hunting, 2017)がある。
また2024年のベルリン国際映画祭では、パレスチナ人活動家でジャーナリストのバセル・アドラがイスラエル人ジャーナリストのユヴァル・アブラハムらとともに共同監督をつとめた『ノー・アザー・ランド 故郷は他にない』(No Other Land, 2023) が最優秀ドキュメンタリー賞を受賞している。

## パレスチナ問題を描いた映画

### 劇映画・フィクション
| 製作年 | 邦題                        | 上映時間 | 監督                                 | 原題                               | 製作国                                           |
| ------ | --------------------------- | -------- | ------------------------------------ | ---------------------------------- | ------------------------------------------------ |
| 1960   | 栄光への脱出                | 208分    | オットー・プレミンジャー             | Exodus                             | アメリカ                                         |
| 1966   | 巨大なる戦場                | 146分    | メルヴィル・シェイヴルソン           | Cast a Giant Shadow                | アメリカ                                         |
| 2002   | D.I.                        | 94分     | エリア・スレイマン                   | Divine Intervention-Yadon Illaheya | フランス・モロッコ・ドイツ・パレスチナ           |
| 2002   | ケドマ 戦禍の起源           | 94分     | アモス・ギタイ                       | Kedma                              | イタリア・フランス・イスラエル                   |
| 2005   | ミュンヘン                  | 164分    | スティーブン・スピルバーグ           | Munich                             | アメリカ                                         |
| 2005   | パラダイス・ナウ            | 90分     | ハニ・アブ・アサド                   | Paradise Now                       | パレスチナ・フランス・ドイツ・オランダ           |
| 2007   | 撤退                        | 113分    | アモス・ギタイ                       | Disengagement                      | イスラエル・イタリア・フランス・ドイツ           |
| 2013   | オマールの壁                | 97分     | ハニ・アブ・アサド                   | Omar                               | パレスチナ                                       |
| 2015   | ガザの美容室                | 84分     | タルザン・ナサール、アラブ・ナサール | Dégradé                            | パレスチナ・フランス・カタール                   |
| 2015   | 歌声にのった少年            | 98分     | ハニ・アブ・アサド                   | Ya Tayr El Tayer                   | パレスチナ                                       |
| 2017   | 判決、ふたつの希望          | 112分    | ジアド・ドゥエイリ                   | L'insulte                          | レバノン・フランス                               |
| 2018   | テルアビブ・オン・ファイア  | 97分     | サメフ・ゾアビ                       | Tel Aviv on Fire                   | ルクセンブルク・フランス・イスラエル・ベルギー   |
| 2019   | クレッシェンド 音楽の架け橋 | 112分    | ドロール・ザハビ                     | Crescendo - #makemusicnotwar       | ドイツ                                           |
| 2021   | ファルハ                    | 92分     | ダリン・J・サラム                    | Farha                              | ヨルダン・スウェーデン・サウジアラビア           |
| 2021   | OSLO オスロ                 | 118分    | バートレット・シャー                 | OSLO                               | アメリカ                                         |
| 2024   | ハッピー・ホリデーズ        | 123分    | スカンダル・コプティ                 | Happy Holidays                     | パレスチナ・ドイツ・フランス・イタリア・カタール |

### ドキュメンタリー
| 製作年 | 邦題                                                     | 上映時間 | 監督                                                                         | 原題                          | 製作国                                     |
| ------ | -------------------------------------------------------- | -------- | ---------------------------------------------------------------------------- | ----------------------------- | ------------------------------------------ |
| 1971   | 赤軍-P.F.L.P 世界戦争宣言                                | 71分     | 若松孝二、足立正生                                                           |                               | 日本                                       |
| 1983   | パレスチナ'76-'83 パレスチナ革命からわれわれが学んだもの | 105分    | 布川徹郎                                                                     |                               | 日本                                       |
| 1998   | エルサレムの家                                           | 89分     | アモス・ギタイ                                                               | A House in Jerusalem          | イスラエル                                 |
| 1999   | ハッピー・バースデー、Mr.モグラビ                        | 77分     | アヴィ・モグラビ                                                             | Happy Birthday, Mr. Mograbi   | イスラエル・フランス                       |
| 2001   | プロミス                                                 | 104分    | B. Z.ゴールドバーグ、ジャスティーン・シャピロ、カルロス・ボラド              | PROMISES                      | アメリカ                                   |
| 2005   | 二つの目のうち片方のために                               | 100分    | アヴィ・モグラビ                                                             | Pour un seul de mes deux yeux | イスラエル・フランス                       |
| 2006   | 沈黙を破る                                               | 130分    | 土井敏邦                                                                     |                               | 日本                                       |
| 2007   | ビリン・闘いの村 パレスチナの非暴力抵抗                  | 61分     | 佐藤レオ                                                                     |                               | 日本                                       |
| 2008   | 自由と壁とヒップホップ                                   | 94分     | ジャッキー・リーム・サッローム                                               | Slingshot Hip Hop             | パレスチナ・アメリカ                       |
| 2008   | パレスチナ1948・NAKBA（ナクバ）                          | 131分    | 広河隆一                                                                     |                               | 日本                                       |
| 2009   | ガーダ パレスチナの詩                                    | 106分    | 古居みずえ                                                                   |                               | 日本                                       |
| 2011   | 壊された5つのカメラ パレスチナ・ビリンの叫び             | 90分     | イマード・ブルナート、ガイ・ダビディ                                         | 5 Broken Cameras              | パレスチナ・イスラエル・フランス・オランダ |
| 2011   | ガザ＝ストロフ パレスチナの吟（うた）                    | 92分     | サミール・アブダラ、ケリディン・マブルーク                                   | Gaza-strophe, Palestine       | フランス・パレスチナ                       |
| 2011   | ぼくたちは見た ガザ・サムニ家の子どもたち                | 86分     | 古居みずえ                                                                   |                               | 日本                                       |
| 2014   | ここは、わたしの土地                                     | 94分     | タマラ・エルデ                                                               | This Is My Land               | フランス                                   |
| 2016   | ガザの救急隊                                             | 80分     | モハンマド･ジャバリー                                                        | AMBULANCE                     | パレスチナ・イスラエル・ノルウェー         |
| 2016   | ガザ・サーフ・クラブ                                     | 87分     | フィリップ・グナート                                                         | Gaza Surf Club                | ドイツ                                     |
| 2019   | ビューイング・ブース-映像の虚実-                         | 70分     | ラアナン･アレクサンドロヴィッチ                                              | The Viewing Booth             | アメリカ                                   |
| 2019   | ワン・モア・ジャンプ〈未〉                               | 83分     | エマニュエレ・ジェローザ                                                     | One More Jump                 | イタリア・レバノン・スイス                 |
| 2019   | ガザ 素顔の日常                                          | 92分     | ガリー・キーン、アンドリュー・マコーネル                                     | Gaza                          | アイルランド・カナダ・ドイツ               |
| 2020   | パレスチナのピアニスト                                   | 61分     | アビダ・リブニー                                                             | The Pianist from Ramallah     | イスラエル                                 |
| 2020   | オスロ・ダイアリー                                       | 99分     | モア･ルーシー、ダニエル･シヴァン                                             | The Oslo Diarie               | イスラエル・カナダ                         |
| 2020   | 傍観者あるいは偶然のテロリスト                           | 119分    | 後藤和夫                                                                     |                               | 日本                                       |
| 2021   | 悪魔の運転手                                             | 92分     | ダニエル・カーセンティ、ムハンマド･アブゲス                                  | The Devil's Driver            | カタール・フランス・ドイツ                 |
| 2021   | 医学生 ガザへ行く                                        | 88分     | チアラ・アベザニ、マッテオ・デルボ                                           | Erasmus in Gaza               | スペイン                                   |
| 2022   | 忘れない、パレスチナの子どもたちを                       | 84分     | モハメッド・サワフ、マイケル・ウィンターボトム                               | Eleven Days in May            | イギリス                                   |
| 2022   | 愛国の告白 沈黙を破るPart2                               | 170分    | 土井敏邦                                                                     |                               | 日本                                       |
| 2024   | 私は憎まない                                             | 92分     | タル・バルダ                                                                 | I Shall Not Hate              | カナダ・フランス                           |
| 2024   | ガザからの報告                                           | 205分    | 土井敏邦                                                                     |                               | 日本                                       |
| 2024   | ノー・アザー・ランド 故郷は他にない                      | 95分     | バセル・アドラ、ハムダーン・バラール、ユヴァル・アブラハム、ラヘル・ショール | No Other Land                 | パレスチナ・ノルウェー                     |

## 関連文献
- Abdel-Malek, Kamal. The rhetoric of violence: Arab-Jewish encounters in contemporary Palestinian literature and film (2006)
- Ball, Anna. Palestinian Literature and Film in Postcolonial Feminist Perspective (2012)
- Dabashi, Hamid. Dreams of a Nation: On Palestine Cinema (Verso Books, 2006)
- Friedman, Yael. Palestinian Filmmaking in Israel: Narratives of Place and Identity (2019).
- Gertz, Nurith and Khleifi, George. Palestinian Cinema: Landscape, Trauma and Memory (2008).
- Ginsberg, Terri. Visualizing the Palestinian Struggle: Towards a Critical Analytic of Palestine Solidarity Film (2016).
- Yaqub, Nadia. Palestinian Cinema in the Days of Revolution (2018).
- エラ・ショハット、ロバート・スタム（早尾貴紀監訳）『支配と抵抗の映像文化：西洋中心主義と他者を考える』法政大学出版局、2019）